# Martin P4M Mercator
Martin P4M Mercator – amerykański morski samolot patrolowy i rozpoznania elektronicznego o mieszanym napędzie śmigłowo-odrzutowym, opracowany w drugiej połowie lat 40. XX wieku przez przedsiębiorstwo Glenn L. Martin Company.
Samolot opracowany został w odpowiedzi na zapotrzebowanie zgłoszone przez US Navy. Projekt przewidywał użycie kombinowanego napędu w postaci dwóch silników tłokowych o mocy po 3250 KM oraz dwóch silników odrzutowych, których zadaniem było wspomaganie startu oraz poprawa charakterystyk wznoszenia i ułatwienie unikania myśliwców. Dwa prototypowe egzemplarze oznaczone XP4M-1 zamówione zostały 6 lipca 1944 roku. Oblot pierwszego z nich miał miejsce 20 września 1946 roku. Zbudowanych zostało 19 egzemplarzy seryjnych P4M-1, pierwszy z nich został dostarczony US Navy 28 czerwca 1950 roku. Serię zbudowano do września 1950 roku.

## Służba

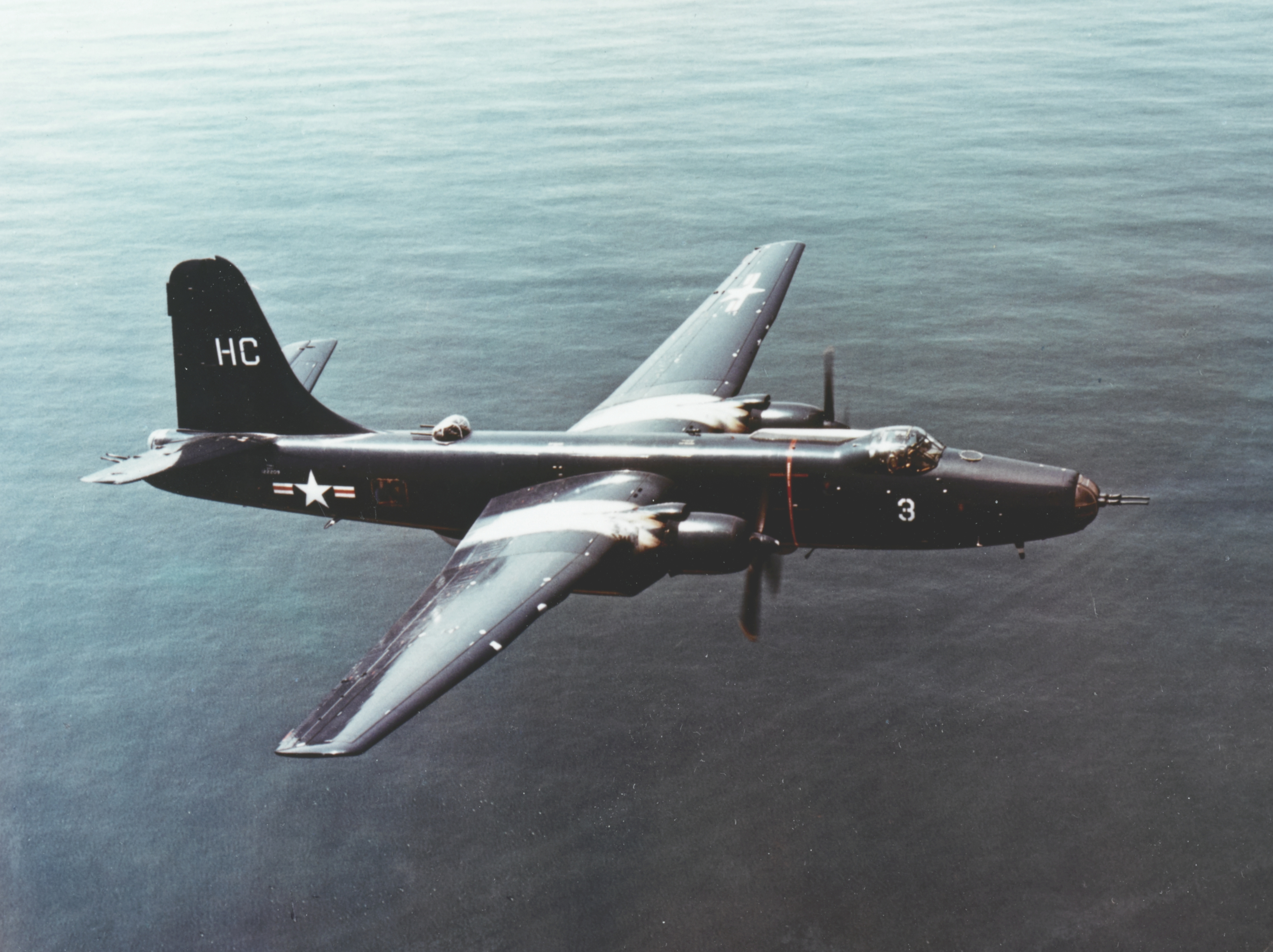
P4M-1 z dywizjonu VF-21

Wszystkie samoloty weszły do służby w 21 Eskadrze (Dywizjonie) Patrolowej (VP-21) bazującej w NAS Pax River na wschodnim wybrzeżu USA. Zostały tam dostarczone w drugiej połowie 1950 roku, a już w 1952 roku zastąpiły je tam samoloty P2V Neptune. W toku służby samoloty eskadry dokonały transkontynentalnego przelotu do San Diego i Seattle i z powrotem, a w drugiej połowie 1951 roku operowały w Europie.
Wszystkie samoloty seryjne poza jednym rozbitym zostały następnie przebudowane w bazie NAS Norfolk na samoloty rozpoznania elektronicznego oznaczone jako P4M-1Q. Do tego celu predestynowały je obszerne kadłuby do pomieszczenia wyposażenia oraz wysoka prędkość i silne uzbrojenie obronne. Pierwszy został przebudowany w lutym 1951 roku. Z zewnątrz odróżniało je przede wszystkim dodanie kroplowej osłony anteny pod nosem kadłuba oraz jeszcze jednej pod komorą bombową, przez co pod spodem samolotu było ich cztery. Całkowicie zmieniono wyposażenie wewnętrzne, dodając stacje rozpoznania sygnałów elektronicznych oraz pięć stanowisk operatorów aparatury w tyle kadłuba. Załoga zwiększyła się do 16 osób. Na części samolotów zastąpiono górną wieżyczkę przez dużą osłonę anteny.

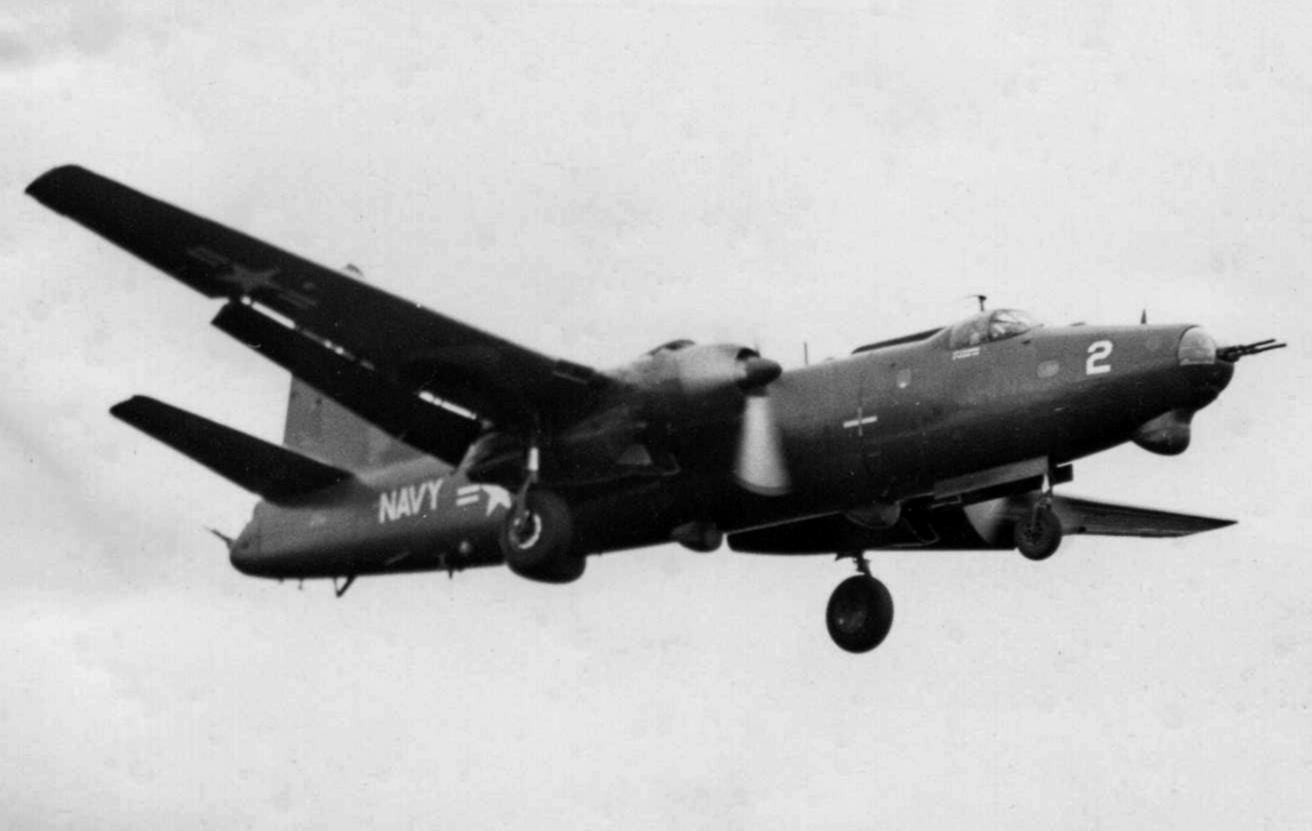
P4M-1Q z VQ-2 w 1956

Samoloty wykonywały tajne misje zbierania danych rozpoznawczych, początkowo w składzie jednostki patrolowej NAF Patrol Unit bazującej w Port Lyautey w Maroku. Operowały także z innych baz nad Europą. Pierwszy został utracony 2 lutego 1952 roku na skutek wyczerpania paliwa nad Morzem Środziemnym (tylko pilot zginął). Jednostka ta utworzyła następnie w 1953 roku oddział Able 2. Dywizjonu Wczesnego ostrzegania (VW-2), od 1955 roku: 2. Dywizjonu Walki radioelektronicznej (VQ-2) i używała tych samolotów do 1960 roku, przy stracie w wypadkach trzech P4M-1Q.
Drugą jednostką używającą samolotów P4M-1Q był oddział Able 1. Dywizjonu Wczesnego ostrzegania (VW-1), od 1954 VW-3, a od 1955 roku: 1. Dywizjonu Walki radioelektronicznej (VQ-1), operujący na Dalekim Wschodzie, posiadający w 1956 roku sześć P4M-1Q. Jeden z samolotów został 22 sierpnia 1956 roku zestrzelony nad otwartym morzem przez chińskie myśliwce na północ od Tajwanu. Zginęło 16 członków załogi. 16 czerwca 1959 roku inny P4M-1Q został uszkodzony przez północnokoreańskie myśliwce.
Samoloty P4M-1Q wycofano w 1960 roku, nie zachowały się żadne egzemplarze.

## Opis konstrukcji
Uzbrojenie obronne samolotu stanowiły cztery działka automatyczne kalibru 20 mm w dwulufowych wieżyczkach w nosie i ogonie oraz dwa karabiny maszynowe kalibru 12,7 mm Browning w wieżyczce grzbietowej. Uzbrojenie ofensywne w wersji samolotu patrolowego, o masie do 5443 kg, przenoszono było w komorze bombowej. Mogło je stanowić maksymalnie 12 bomb o masie do 454 kg (1000 funtów), bomb głębinowych o masie 147 kg lub min morskich Mk. 26-1. Można było zamiast nich przenosić sześć bomb o masie 726 kg lub 907 kg lub większych min, albo dwie torpedy lotnicze. W komorze bombowej można było również podwiesić cztery dodatkowe zbiorniki paliwa po 5300 l (1400 galonów).